# Kingda Ka
Kingda Ka – stalowa kolejka górska działająca w latach 2005–2024 w parku tematycznym Six Flags Great Adventure w Jackson, w New Jersey. Była to najwyższa kolejka górska na świecie (139 m) oraz o największym spadku (127,4 m), a do otwarcia kolejki Formula Rossa w parku Ferrari World Abu Dhabi, także najszybsza kolejka górska świata (206 km/h).

## Historia
Roller coaster otwarty został 21 maja 2005 roku, jako główna atrakcja nowej części parku nazwanej Golden Kingdom.
W lipcu 2014 roku KingDa Ka została rozszerzona o dodatkową atrakcję: najwyższą na świecie wieżę swobodnego spadku Zumanjaro: Drop of Doom o wysokości 126,5 m. Atrakcja zintegrowana została z podporami głównego wzniesienia kolejki.
W 2024 roku park ogłosił jej zamknięcie od 10 listopada 2024 roku i zastąpienie nową atrakcją.
Kolejka została wyburzona przy pomocy ładunków wybuchowych 28 lutego 2025 roku, tuż przed 07:00 czasu lokalnego.

## Opis przejazdu
Po zajęciu przez pasażerów miejsc w wagonach i sprawdzeniu zabezpieczeń, pociąg powoli wyruszał ze stacji na tor napędowy, przejeżdżał przez nastawnię szynową, która umożliwiała obsługę czterech pociągów na dwóch stacjach jednocześnie. W momencie, gdy pociąg znajdował się w pozycji startowej, mechanizm napędu hydraulicznego rozpędzał go od 0 do 206 km/h w 3,5 sekundy przy przeciążeniu ok. 1,7 g. Moc napędu sięgała 20800 KM. Po przejechaniu odcinka startowego pociąg wspinał się na główne wzniesienie (ang. top hat), obracając się 90 stopni w lewo i osiągając wysokość 139 m. Po pokonaniu wierzchołka, zjeżdżał z niego 270-stopniową spiralą pionowo 127 metrów w dół, osiągając prędkość ok. 193 km/h. Następnie pociąg pokonywał drugie wzniesienie o wysokości 39 m, wywołując chwilowo stan przeciążenia ujemnego, po czym był wyhamowywany za pomocą hamulców elektromagnetycznych. Oficjalny czas trwania całego przejazdu to 50,6 s.

### Roll back
Było możliwe (np. przy silnym wietrze), że pociąg nie dojedzie na sam szczyt pierwszego wzniesienia, co powodowało zjazd pociągu tyłem – tzw. roll back. W takiej sytuacji pociąg był hamowany za pomocą hamulców elektromagnetycznych umieszczonych w torze startowym, wracał na stację, a próba startu była powtarzana.

## Awarie i wypadki

### Awaria z 6 czerwca 2005 roku
W dniu 6 czerwca 2005 roku, podczas przejazdu testowego, doszło do odłączenia się elementów prowadzących stalową linę systemu napędowego, w wyniku czego doszło do uszkodzenia pociągu oraz systemu hamulców. Fragmenty uszkodzonych mechanizmów zostały wyrzucone na dużą odległość we wszystkich kierunkach. W wyniku awarii nikt nie ucierpiał. Po przeprowadzeniu naprawy i testów roller coaster został otwarty ponownie w dniu 5 sierpnia 2005 roku.

### Awaria z maja 2009 roku
W maju 2009 w konstrukcję kolejki uderzył piorun, w wyniku czego doznała ona poważnych uszkodzeń. Po wielokrotnych próbach naprawy i przywrócenia kolejki do pełnej sprawności, roller coaster został otwarty ponownie w sierpniu tego samego roku.

### Huragan Irenew 2011 roku
W sierpniu 2011, w wyniku przejścia huraganu Irene, kolejka została poważnie uszkodzona. Po gruntownej renowacji roller coaster przywrócono do użytku gości parku wraz z rozpoczęciem sezonu w dniu 5 kwietnia 2012 roku.

### Wypadek z 26 lipca 2012 roku
W dniu 26 lipca 2012 roku dwunastoletni pasażer kolejki doznał niewielkich obrażeń twarzy w wyniku zderzenia z przelatującym nad torem ptakiem.

## Pozycja w rankingach
| Golden Ticket Awards – Top 50 stalowych kolejek górskich | Golden Ticket Awards – Top 50 stalowych kolejek górskich | Golden Ticket Awards – Top 50 stalowych kolejek górskich | Golden Ticket Awards – Top 50 stalowych kolejek górskich | Golden Ticket Awards – Top 50 stalowych kolejek górskich | Golden Ticket Awards – Top 50 stalowych kolejek górskich | Golden Ticket Awards – Top 50 stalowych kolejek górskich | Golden Ticket Awards – Top 50 stalowych kolejek górskich | Golden Ticket Awards – Top 50 stalowych kolejek górskich | Golden Ticket Awards – Top 50 stalowych kolejek górskich | Golden Ticket Awards – Top 50 stalowych kolejek górskich | Golden Ticket Awards – Top 50 stalowych kolejek górskich | Golden Ticket Awards – Top 50 stalowych kolejek górskich | Golden Ticket Awards – Top 50 stalowych kolejek górskich | Golden Ticket Awards – Top 50 stalowych kolejek górskich | Golden Ticket Awards – Top 50 stalowych kolejek górskich | Golden Ticket Awards – Top 50 stalowych kolejek górskich | Golden Ticket Awards – Top 50 stalowych kolejek górskich | Golden Ticket Awards – Top 50 stalowych kolejek górskich | Golden Ticket Awards – Top 50 stalowych kolejek górskich |
| -------------------------------------------------------- | -------------------------------------------------------- | -------------------------------------------------------- | -------------------------------------------------------- | -------------------------------------------------------- | -------------------------------------------------------- | -------------------------------------------------------- | -------------------------------------------------------- | -------------------------------------------------------- | -------------------------------------------------------- | -------------------------------------------------------- | -------------------------------------------------------- | -------------------------------------------------------- | -------------------------------------------------------- | -------------------------------------------------------- | -------------------------------------------------------- | -------------------------------------------------------- | -------------------------------------------------------- | -------------------------------------------------------- | -------------------------------------------------------- |
| 2005                                                     | 2006                                                     | 2007                                                     | 2008                                                     | 2009                                                     | 2010                                                     | 2011                                                     | 2012                                                     | 2013                                                     | 2014                                                     | 2015                                                     | 2016                                                     | 2017                                                     | 2018                                                     | 2019                                                     | 2020                                                     | 2021                                                     | 2022                                                     | 2023                                                     | 2024                                                     |
| 31                                                       | 28                                                       | 31                                                       | 25                                                       | 31                                                       | 27                                                       | 33                                                       | 38                                                       | 35                                                       | 45                                                       | 49                                                       | –                                                        | –                                                        | –                                                        | –                                                        | ×                                                        | –                                                        | –                                                        | –                                                        | –                                                        |

## Galeria

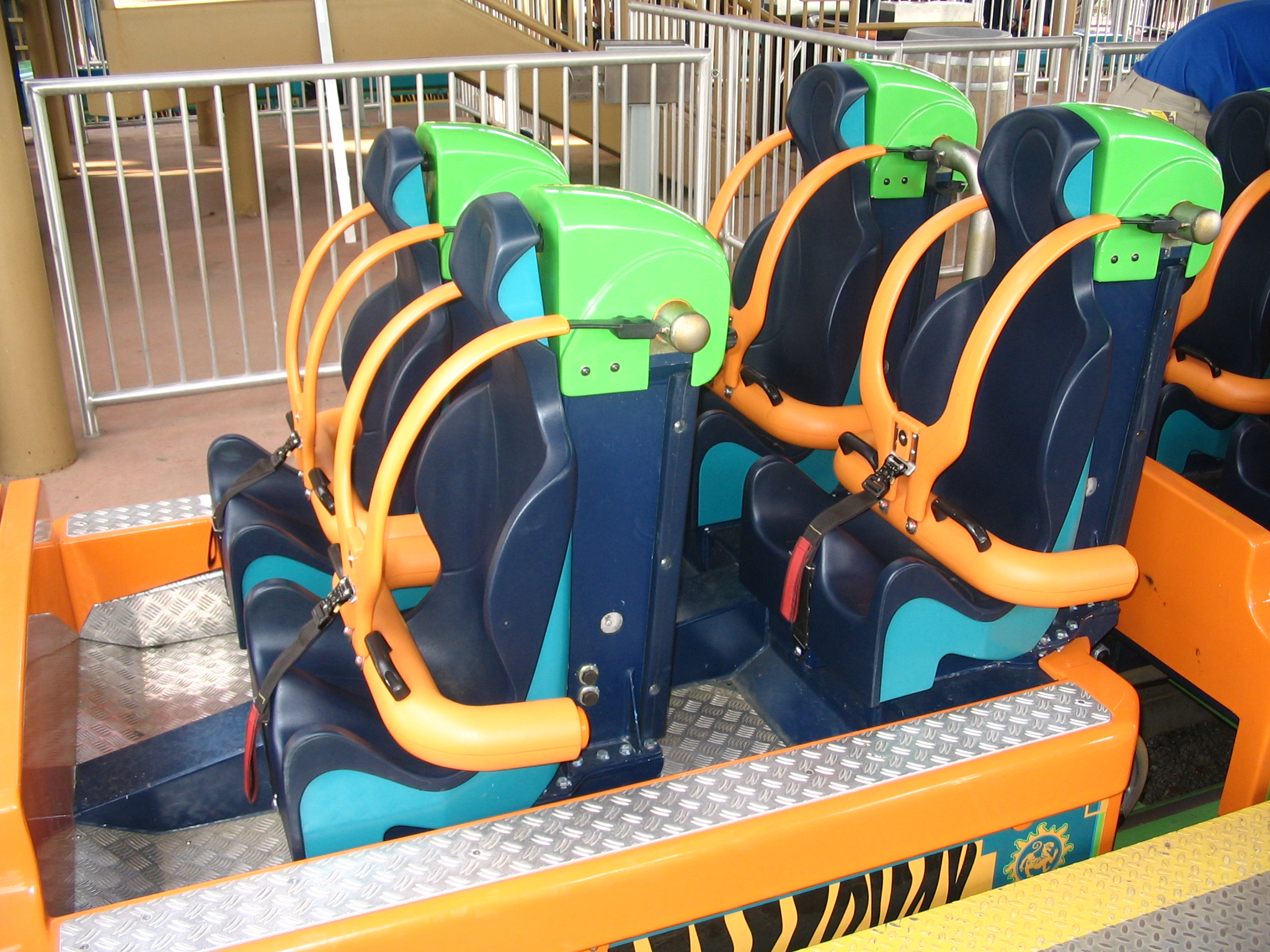
Wagon kolejki
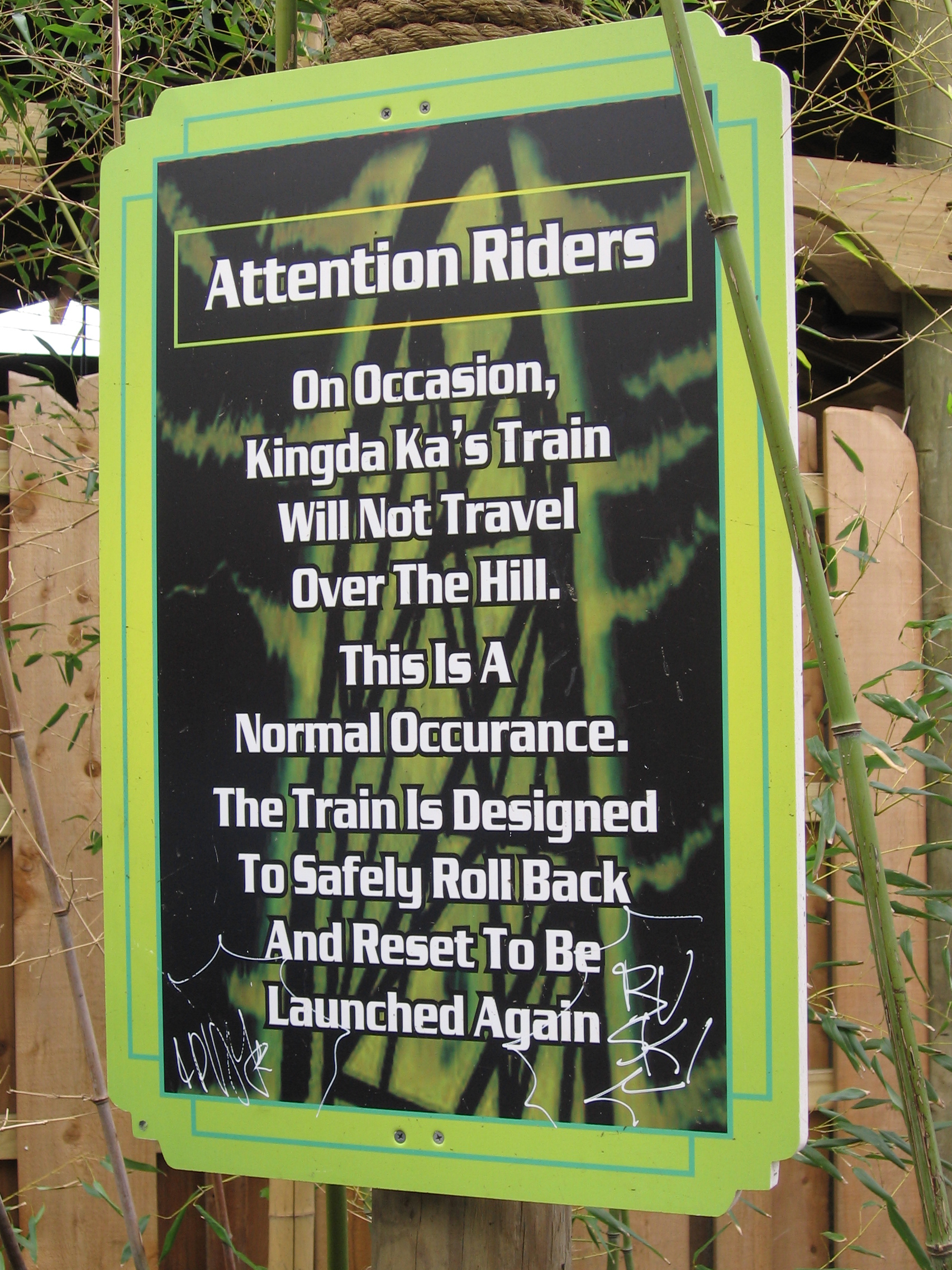
Informacja o możliwości roll back
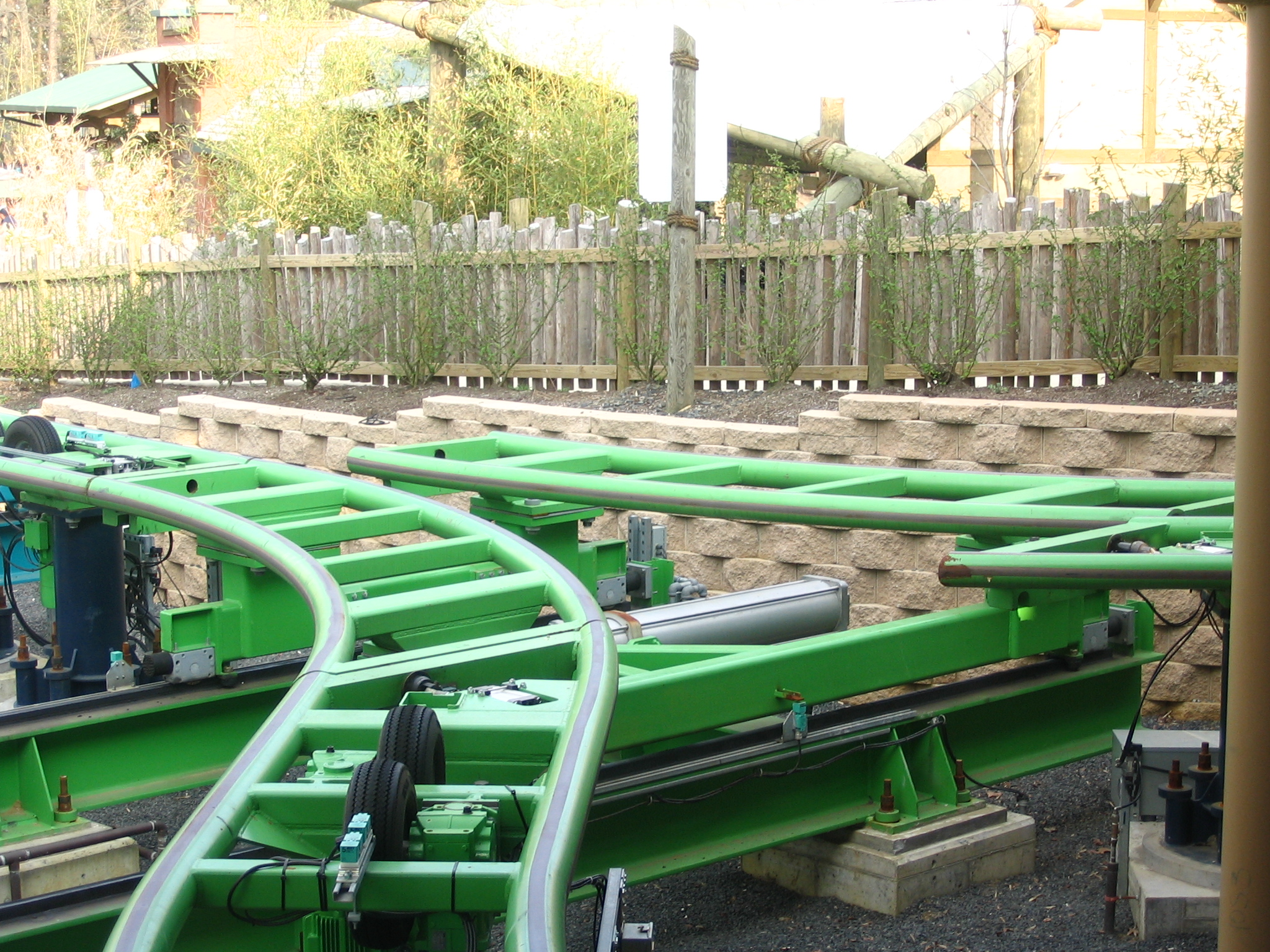
Rozjazd torowy przed stacją
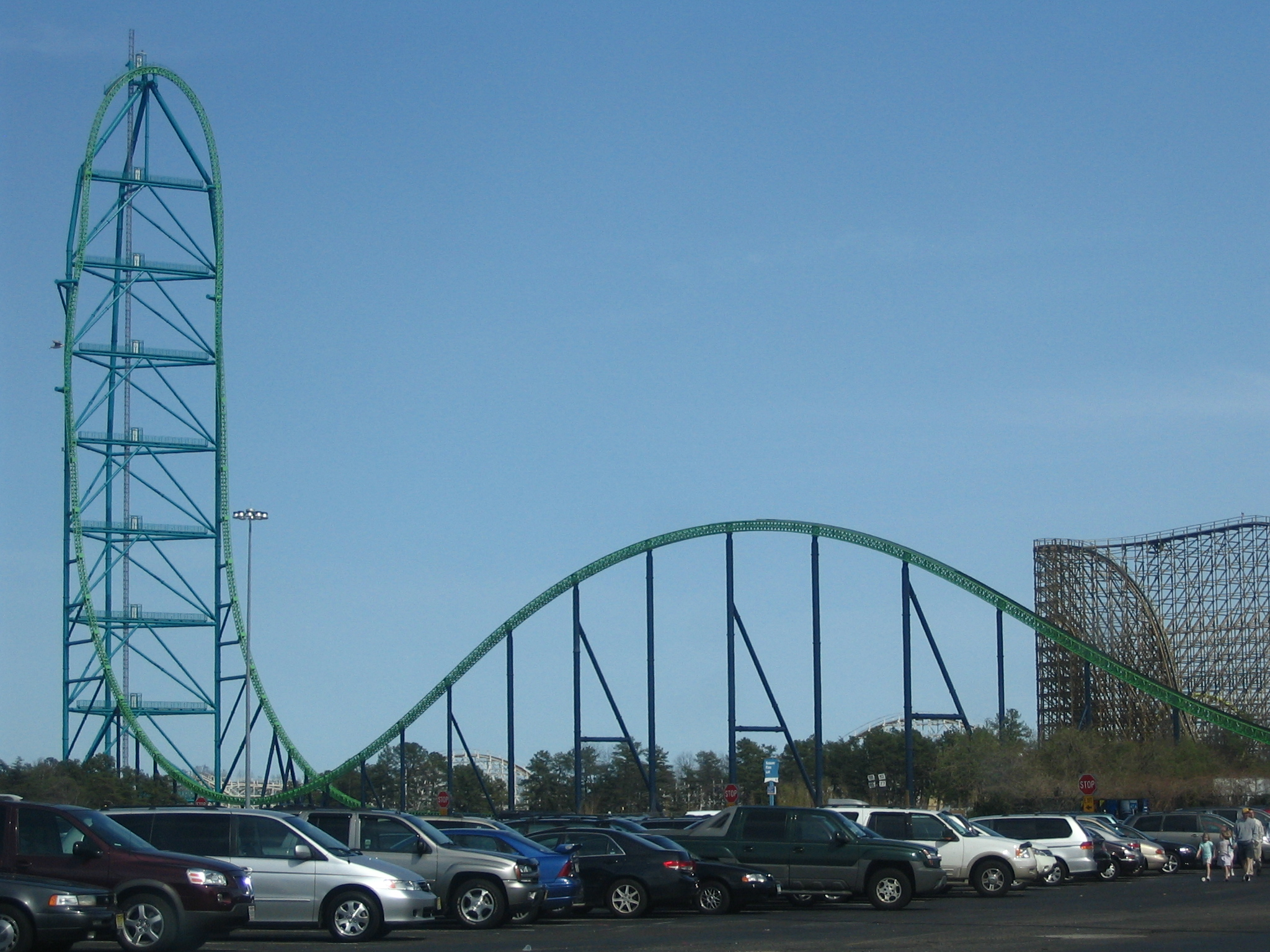
Oba wzniesienia kolejki Kingda Ka